# Efecto animadora
El efecto animadora o cheerleader, también denominado efecto de atractivo en grupo es un sesgo cognitivo en el que el sujeto piensa que otra persona es más atractiva en grupo que vista individualmente.
Dicho término se hizo popular en 2008 durante el episodio televisivo de How I Met Your Mother: Not a Father's Day.
Si bien parece una trivialidad de la serie, fue objeto de estudio en 2013 por Drew Walker y Edward Vul y dos años después por Van Osch et al.

## Origen
El origen de tal suposición proviene del personaje de How I Met Your Mother interpretado por Neil Patrick Harris: Barney Stinson en un episodio emitido en 2008. En él, el propio Barney comenta a sus amigos que "en un principio, las mujeres, vistas en grupo parecen atractivas, hasta que son examinadas individualmente, siendo entonces cuando cambia la situación". Mismo caso se presenta en los hombres cuando Ted Mosby y Robin Scherbatsky (interpretados por Josh Radnor y Cobie Smulders) afirman que el efecto también les afecta a ellos.

## Estudios

### 2013
Tras cinco estudios, Walker y Vul calificaron el atractivo de los participantes [masculinos y femeninos] en fotos de grupo e individuales. Las fotos fueron tomadas por varios fotógrafos al azar. El resultado fue que las fotos en grupo obtuvieron una valoración más alta.
Este efecto se produce con los grupos varones, femeninos y mixtos en grupos pequeños y grandes (entre 4 y 16 participantes). Los participantes en los estudios, observaban con más detenimiento a los "más agraciados" físicamente, sin embargo esto no ocurre en las fotos individuales debido a que las de grupo parecen ser "más sociales" y "emocionalmente inteligentes".
De acuerdo con Walker y Vul:
- El sistema visual humano recrea representaciones faciales en conjunto
- Las percepciones de los individuos son subjetivas
- Los aspectos medios son más atractivos, posiblemente por la idiosincrasia "no-atractiva"

Estos tres casos en su conjunto favorecen principalmente a los grupos.

### 2015
En 2015 otro equipo ofreció dos explicaciones diferentes para explicar el efecto del atractivo:
- Atención selectiva a los miembros del grupo
- El principio de Gestalt de la similitud

En estos casos la atención selectiva encaja mejor en la percepción visual.

### Controversia
Sin embargo, la teoría de 2015 tuvo sus fallas en cuanto a los resultados significativos. El equipo de investigación hizo una hipótesis en el que se hizo hincapié en las diferencias culturales, sin embargo los estudios de replica se hicieron en Japón.